# Il demone scintillante
Il demone scintillante (Pink Gods) è un film muto del 1922 diretto da Penrhyn Stanlaws. Il regista è conosciuto soprattutto come famoso illustratore.
La sceneggiatura si basa sul racconto Pink Gods and Blue Demons di Cynthia Stockley.

## Trama

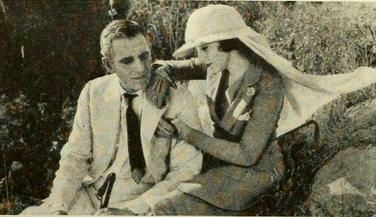
James Kirkwood e Bebe Daniels

John Quelch, proprietario di alcune grandi miniere di diamanti, è ossessionato dalla paura di essere derubato e di cadere nelle mani di qualche cacciatrice pronta a vendersi l'anima per impossessarsi delle sue pietre preziose. Se poi gli viene il sospetto che qualcuno dei suoi dipendenti lo derubi, diventa brutale.
Quando incontra Lady Margot Cork, venuta in visita da Lorraine Temple, John si innamora. Ma lei, poco dopo, rompe il fidanzamento venendo a sapere del trattamento che ha riservato per punire Jim Wingate, che è stato sorpreso con un diamante nascosto. John, che si è reso conto del carattere debole di Lorraine, la tenta con le sue gemme per poi rivelarle di aver solo voluto metterla alla prova. Nel frattempo Wingate, per vendicarsi, fa esplodere la miniera e la residenza di John, provocando la morte di Lorraine. Margot, che giunge insieme a Temple, il marito di Lorraine, si riconcilia con John.

## Produzione
Il film fu prodotto dalla Famous Players-Lasky Corporation.

## Distribuzione
Registrato con il numero di coyright LP18314 e distribuito dalla Paramount Pictures e dalla Famous Players-Lasky Corporation, il film, presentato in prima a New York il 24 settembre 1922 da Jesse L. Lasky, uscì nelle sale cinematografiche USA il 1º ottobre 1922. In Italia venne distribuito nel 1926.